# 1631
1631 (MDCXXXI) var ett normalår som började en onsdag i den gregorianska kalendern och ett normalår som började en lördag i den julianska kalendern.

## Händelser

### Januari
- 13 januari – Genom fördraget i Bärwalde erhåller Sverige 400.000 riksdaler årligen av Frankrike, mot att Sverige ställer upp med 36.000 man i Tyskland.
- 22 januari – Johan Kasimir av Pfalz-Zweibrücken blir ny svensk riksskattmästare.

### April
- 3 april – Svenskarna erövrar staden Frankfurt an der Oder.
- 21 april – Sverige ockuperar Hertigdömet Pommern.[1]

### Maj
- 4 maj – Sverige sluter förbund med kurfurstendömet Brandenburg.
- 10 maj – Kejserlige generalen Tilly stormar och plundrar Sveriges allierade Magdeburg.

### Juli
- 18 juli – Gustav II Adolf leder bland annat Västgöta ryttare i ett överfall i slaget vid Burgstall.

### Augusti
- Augusti – Tilly anfaller Sachsen.

### September
- 1 september – Ett förbund sluts mellan Sverige och Sachsen.
- 7 september (GS) – En svensk armé under Gustav II Adolf besegrar kejsarens trupper under Tilly i slaget vid Breitenfeld, en av de mera kända svenska segrarna under trettioåriga kriget.[2]
- 22 september – Svenskarna erövrar staden Erfurt.

### November
- 17 november – Svenskarna erövrar staden Frankfurt am Main.

### December
- 4 december – Staden Mainz, där Gustav II Adolf slår vinterkvarter, erövras av svenskarna.

### Okänt datum
- Ett svenskt sändebud skickas till Konstantinopel för att försöka få med osmanerna i kampen mot kejsaren, vilket dock misslyckas.
- Wallenstein blir åter general i den kejserliga armén.

## Födda
- 26 juni – Vincenzo Albrici, italiensk tonsättare, organist och kapellmästare.
- 28 november – Abraham Brueghel, flamländsk målare.
- 14 december – Anne Conway, engelsk filosof inom metafysiken och moralfilosofin.

## Avlidna
- 28 februari – Regina Basilier, tysk-svensk affärsidkare.
- 10 juli – Konstantia av Steiermark, 42, polsk drottning, gift med Sigismund.
- 14 oktober – Sofia av Mecklenburg, 74, drottning av Danmark och Norge 1572–1588, gift med Fredrik II.
- 26 oktober – Catherine de Parthenay, fransk matematiker.

### Fotnoter
1. ↑  World Statesmen (läst 6 april 2011)
2. ↑  Det hände i dag